# Александар Бесани
Александар Акоиметос, назван Александар Бесани (умро око 430) је био радикални сиријски аскета из 4. века.
Почетком 4. века у источном хришћанству се појавио радикални облик монаштва, чији су следбеници названи масалијани. Они су одбацивали рад и својину и непрестано се молили, па чак уопште и не спавајући. Овај идеал је у радикалном виду спроводио Александар Акоиметос, на основу чега је и стекао надимак бесани.
Александар је био оснивач монашких заједница у Сирији, али није хтео да остане у пустињи у традиционалној улози пустињског оца, већ је кренуо у урбани Константинопољ. У престоницу је стигао са стотињак монаха међу којима је био и Ипатије Витинијски. Александарови монаси су живели од милостиње, али нису дозвољавали гомилање дарова и стварање залиха. Ови „слободни“ монаси нису потпадали под било какав вид црквеног или епископалног надзора, већ су лутали улицама упражњавајући нерад, проповедајући, па чак и шиканирајући људе. Црква је реаговала тако што је осудила овакав начин живота као месалијанску јерес, успостављајући темеље традиционалном облику монаштва који се развио у средњем веку, са манастирима, игуманима, итд.
Данас се сматра да је Александар осуђен и прогнан не зато што су његове проповеди одступале од светих списа, већ зато што је представљао политичку претњу за цркву. И поред тога, његов доследни завет сиромаштва је, преко његових ученика, снажно утицао на источно хришћанско монаштво.